# Väringar
Väringar (fornnordiska væringjar, "edsvurna", grekiska: Βάραγγος, Várangos) är en nordisk term som syftar på de vikingatida krigare, i huvudsak nordmän men även finnar, ruser och anglosaxare, som från cirka 800-talet till 1100-talet eller senare tog lejd hos den bysantinske kejsaren i dennes livgarde, väringagardet. 
På grekiska kallades de varangoi (Βάραγγοι), ett ord som efter hand fick betydelsen skandinav i allmänhet, hos såväl greker som slaver, vilka kallade dem varjager. Namnet väring anses komma av det fornnordiska ordet vár, vilket betyder högtidligt löfte, och syftar troligen på den trohetsed som nordmännen svor till den bysantinske kejsaren. 
Huruvida väringar fanns i Konstantinopel före 800-talet är okänt, eftersom källor saknas, men i mitten av 800-talet omtalas väringar hos kejsarna Theofilos (829–842) och Mikael III (842–867), men det var först under Basileios II:s regeringstid (976–1025) som väringarna 988 organiserades i ett egentligt mer organiserat garde i Konstantinopel. Väringar användes som kejsarens personliga livvakt, men sändes också ut i krig, och de skickades av Basileios II till exempelvis Balkan, Syditalien, Armenien och Georgien. Väringagardet fungerade under hela 1000-talet, och blev allt viktigare kring år 1100 under Kejsar Alexios I Komnenos. På 1100-talet var dock inte alla väringar nordbor då vissa anglosaxare rest ner efter normandernas maktövertagande av Britannien. 1203, under fjärde korståget, hindrade nordiska väringar franska korsfarare från att storma Konstantinopel. Ögonvittnet Geoffroi de Villehardouin refererade till dem som "daner".

## Teorier
Enligt en teori syftade begreppet även på alla de nordmän som under vikingatiden företog plundrings- eller handelsresor österut: det skulle således vara en synonym för viking, fast uteslutande en som for i österled, medan de som for västerut kallades vikingar. Fritz Askeberg framlade i en avhandling 1944 en tes om att det bara var nordmän som färdades västerut som kallades vikingar och att de som for österut kallades väringar (jämför med väringagardet); detta på grundval av de samtida, autentiska källor som finns bevarade. Källorna visar enligt Askeberg och Stig Wikander en skiljegräns mellan västnordiskt och östnordiskt språkområde samt i söder utmed Elbelinjen - väster om denna linje finns det inga väringar och öster om den inga vikingar.
Tesen har dock inte slagit igenom, delvis på grund av att begreppet vikingar utvidgats de senaste 200 åren så att det ofta syftar på alla skandinaver som levde under vikingatiden.

### Webbkällor
- Väringar i Nationalencyklopedins nätupplaga.